# レーサム
株式会社レーサム（英: Raysum Co., Ltd.）は、東京都千代田区に本社を置く不動産会社。

## 沿革
- 1992年（平成4年）5月1日 - 東京都新宿区新宿に株式会社レーサムリサーチ設立。
- 2001年（平成13年）4月5日 - 株式を店頭登録（現在のジャスダック）。
- 2005年（平成17年）8月 - 西武鉄道元親会社の㈱コクドの原宿本社跡地を買収し、一躍有名になる。
- 2008年（平成20年）1月1日 - 商号を株式会社レーサムに変更。
- 2013年（平成25年）6月29日- 原宿コクド跡地の自社開発を断念し、ヨドバシカメラに売却。
- 2018年（平成30年）11月 - グローバル・インベストメント、レーサム・キャピタル・インベストメント、つばめインベストメントの全株式を譲渡し、サービシング事業から撤退。
- 2019年（平成31年）3月31日 - グローバル（旧・グローバル債権回収）を吸収合併。
- 2022年（令和4年）11月11日 - オアシス・マネジメント傘下のRays Company (Hong Kong) Limitedが、株式公開買付けにより64.21%の株式を取得。
- 2024年（令和6年）11月7日 - ヒューリックが、株式公開買い付けを行う[2]とともにオアシス・マネジメントからRays Company (Hong Kong) Limitedの全株式を取得し、間接出資分を含め93.02%の株式を取得し親会社となる[3]。
- 2025年（令和7年）3月4日 - 東京証券取引所スタンダード市場上場廃止[1]
- 2025年（令和7年）3月6日 - 株式併合により株主がRays Company (Hong Kong) Limited及びヒューリックのみとなり、ヒューリックが間接出資含め完全子会社化[1]。

## 関係会社
- 株式会社WeBase
- 株式会社レイパワー
- 株式会社LIBERTE JAPON
- 株式会社ベストメディカル
- 株式会社レーサム・キャピタル
- 株式会社レーサム福岡